# Kotinge
Kotinge (pećinarke, lat. Cotingidae) su porodica ptica u redu vrapčarki, podred kreštalice. Brojna porodica pećinarki nastava središnjoamerička područja, gdje se, u uvjetima odgovarajuće klime i bogate vegetacije, posve ugodno osjeća. Lako pronalazi hranu: kukce, voćne plodove i drugo…  Neke vrste se ističu intenzivnim, blještavim, bojama perja. 

## Vanjske poveznice
|  | Zajednički poslužitelj ima stranicu o temi Cotingidae    |
|  | Zajednički poslužitelj ima još gradiva o temi Cotingidae |
|  | Wikivrste imaju podatke o taksonu Cotingidae             |